# Andrei Donatowitsch Sinjawski

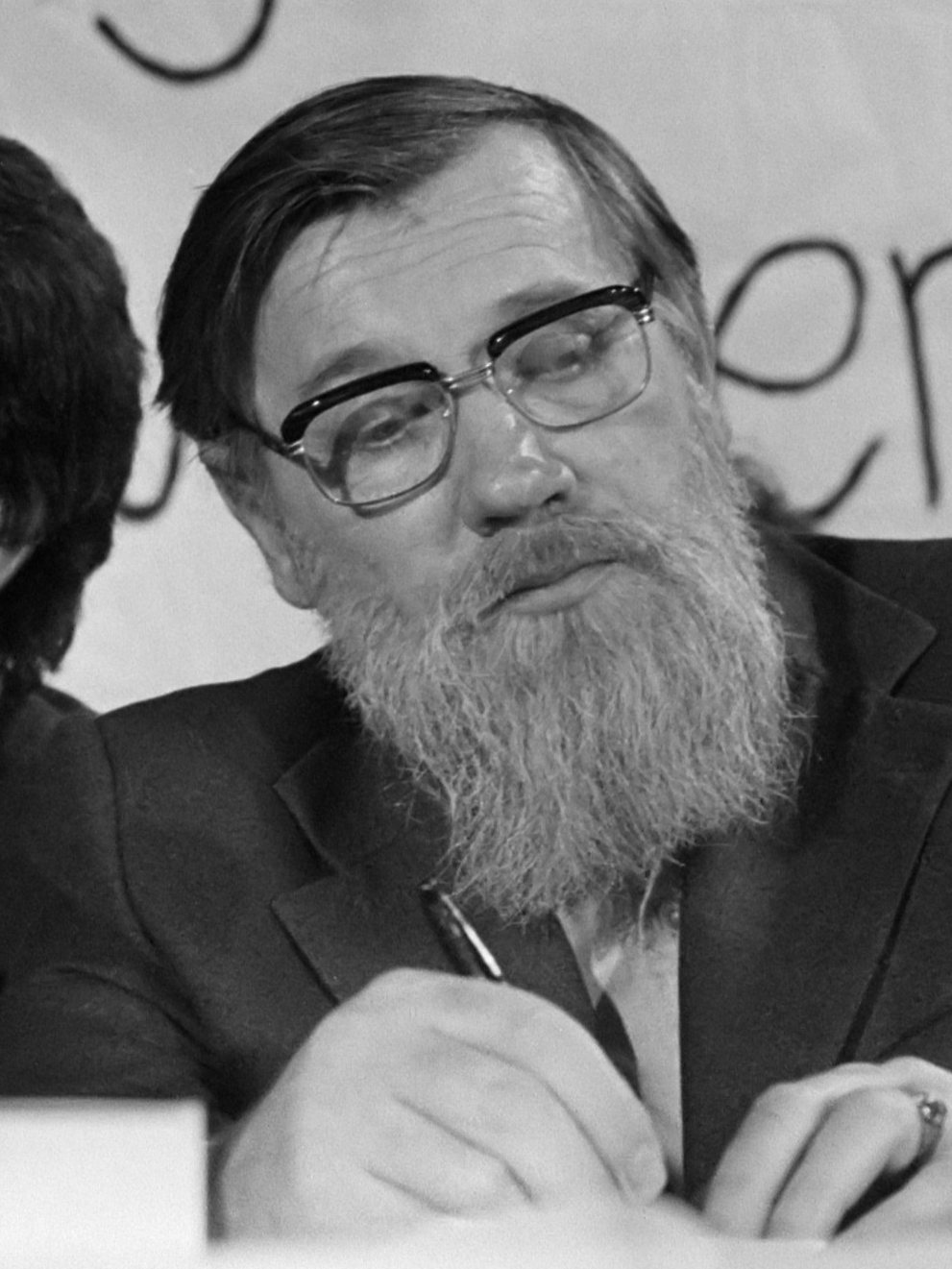
Andrei Sinjawski (1975)

Andrei Donatowitsch Sinjawski (russisch Андрей Донатович Синявский, wiss. Transliteration Andrej Donatovič Sinjavskij; * 8. Oktober 1925 in Moskau; † 25. Februar 1997 in Fontenay-aux-Roses bei Paris) war ein russischer Schriftsteller, Literaturhistoriker und Literaturkritiker und in der Sowjetunion politischer Häftling.

## Leben
Unmittelbar nach seinem Schulabschluss wurde er 1943 zur Armee eingezogen und diente im Zweiten Weltkrieg als Funktechniker bei den Luftstreitkräften. Nach der Demobilisierung 1946 studierte er bis 1949 an der Philologischen Fakultät der Lomonossow-Universität in Moskau und arbeitete dort u. a. über Majakowski. Er lehrte am Maxim-Gorki-Literaturinstitut und wurde dort 1957 entlassen, als es nach der Auslandsveröffentlichung des Romans Doktor Schiwago von Boris Pasternak zu sogenannten Säuberungen im Kulturbetrieb kam. Sinjawski kam an der Moskauer Theaterschule unter und wurde einer der führenden literarischen Kritiker der Zeitschrift Nowy Mir (Neue Welt), herausgegeben von Alexander Twardowski, in den frühen 1960er Jahren eine der liberalsten Zeitschriften in der Sowjetunion.
Seit 1955 schrieb er selbst Prosa, konnte seine Texte aber nicht publizieren. Im Ausland veröffentlichte er deswegen einige systemkritische Texte unter dem Pseudonym Abram Terz (Абрам Терц). Sein Pseudonym erklärte er derart: «Sinjawski ist Kritiker, Sinjawski ist Professor … Terz ist reiner Künstler – Abram Terz ist unverschämt und frech, ein Dieb». - Der historische «Abram Terz» war ein russisch-jüdischer Bandit.
In dem 1959 unter dem Autorennamen Terz veröffentlichten Artikel Was bedeutet sozialistischer Realismus? analysierte er die offizielle sowjetische Literatur und diagnostizierte die konfliktarme, an politischen Grundsätzen der Partei ausgerichtete Praxis des sogenannten sozialistischen Realismus als Hauptursache für die schlechte Qualität der sowjetischen Literatur. Er forderte stattdessen die Rückkehr des Phantastischen in der Tradition von Gogol. In seinen eigenen Werken folgte er dieser Forderung und arbeitete mit phantastischen und übersinnlichen Elementen (Erzählungsband Phantastische Geschichten).

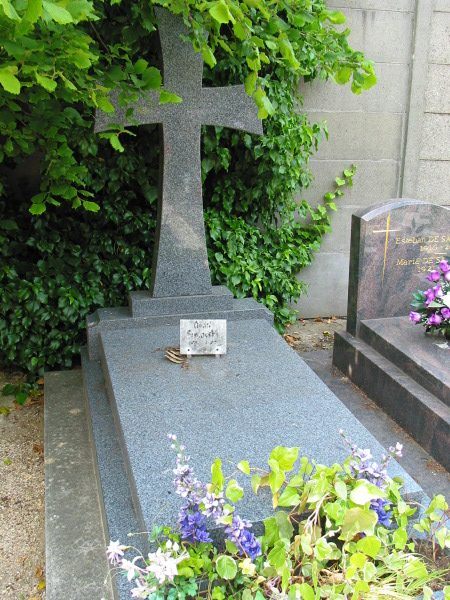
Sinjawskis Grab in Fontenay-aux-Roses.

Als der KGB herausgefunden hatte, wer sich hinter dem Namen Terz verbarg, wurde Sinjawski im September 1965 verhaftet. Seine Verhaftung sowie die des Schriftstellers Juli Daniel (1925–1988) sollte eine Entwicklung anstoßen, die in der ersten Kampagne für Bürgerrechte hinter dem Eisernen Vorhang münden sollte. Getragen wurde sie von einer losen Koalition von Naturwissenschaftlern, Mathematikern und anderen Vertretern der städtischen Intelligenz.
1966 wurde er in Moskau in einem aufsehenerregenden Schauprozess »wegen antisowjetischer Agitation und Propaganda« zu sieben Jahren Arbeitslager verurteilt. Der gleichfalls angeklagte Juli Daniel wurde zu fünf Jahren Arbeitslager verurteilt. Durch die Verweigerung eines Schuldbekenntnisses lösten die beiden Autoren nicht nur eine internationale Protestflut aus, wichtiger war die in einem Brief an Parteichef Breschnew von sowjetischen Künstlern (darunter Marlen Chuzijew, Maja Plissezkaja, Michail Romm, Innokenti Smoktunowski, Konstantin Paustowski und Kornei Tschukowski) und Wissenschaftlern (wie Lew Arzimowitsch, Pjotr Kapiza, Andrei Sacharow und Igor Tamm) an der Rückkehr zu stalinistischen Methoden geäußerte Kritik, die von Historikern als Initialzündung der sowjetischen Dissidentenbewegung beurteilt wird.
Obwohl der KGB keine Rückkehr Sinjawskis aus der Haft wünschte und deshalb angeordnet hatte, den Schriftsteller ausschließlich zu den schwersten körperlichen Arbeiten einzuteilen, überlebte er die Arbeitslager. 1973 wurde Sinjawski mit seiner Familie die Ausreise nach Paris gestattet. Dort war er Dozent an der Sorbonne, wo er russische Literatur lehrte. Zusammen mit seiner Frau Marija Rosanowa gründete er die Zeitschrift Syntaxis, die zwischen 1978 und 2001 in 37 Ausgaben erschien. Er starb im Alter von 71 Jahren an Krebs.

## Bibliographie
Romane
- Спокойной ночи (1984)
  - Deutsch: Gute Nacht. Übersetzt von Swetlana Geier. S. Fischer, Frankfurt a. M. 1985, ISBN 3-10-074404-7.
- Кошкин дом. Роман дальнего следования (1998)

Novellen und Erzählungen
- Суд идёт (1959)
- Пхенц (1959)
  - Deutsch: Pchenz. Mit 8 Federzeichnungen von Norbert Behrend. Anabis, Berlin 1971.
- Гололедица (1961)
- В цирке (1961)
- Графоманы (Из рассказов о моей жизни) (1961)
- Квартиранты (1961)
- Ты и я (1961)
- Любимов (1964)
  - Deutsch: Ljubimow. Übersetzt von Lotte Stuart. Zsolnay, Wien & Hamburg 1966. Auch als: rororo-Taschenbuch #1196, 1969. Auch als: Moewig Phantastica #1808, 1984, ISBN 3-8118-1808-2.
- Голос из хора (1973)
  - Deutsch: Eine Stimme im Chor. Mit einem Vorwort von Igor Golomschtok. Übersetzt von Swetlana Geier. Zsolnay, Wien & Hamburg 1974, ISBN 3-552-02630-4. Auch als: dtv-Taschenbuch #1331, 1978, ISBN 3-423-01331-1.
- Крошка Цорес (1980)
  - Deutsch: Klein Zores. Übersetzt von Swetlana Geier. S. Fischer, Frankfurt a. M. 1982, ISBN 3-10-074402-0.
- Золотой шнурок (1987)

Sammlungen
- Фантастические повести (1961)
  - Deutsch: Phantastische Geschichten : Sämtliche Erzählungen. Übersetzt von Eduard Suslik und Anna Moravec. Zsolnay, Wien & Hamburg 1967.
- Фантастический мир Абрама Терца (1967)
- Собрание сочинений в двух томах (1992)
- Путешествие на Чёрную речку (1999)
- Литературный процесс в России (2003)

Sachliteratur
- Роман М. Горького “Жизнь Клима Самгина” и история русской общественной мысли конца XIX — начала XX века (1952, Dissertation)
- Пикассо (1960, mit Igor Golomschtok)
- Поэзия первых лет революции: 1917-1920 (1964, mit Andrei Menschutin)
- Прогулки с Пушкиным (1973)
  - Deutsch: Promenaden mit Puschkin. Übersetzt von Swetlana Geier. Ullstein, Frankfurt a. M. & Berlin 1977, ISBN 3-550-06269-9.
- В тени Гоголя (1975)
  - Deutsch: Im Schatten Gogols. Übersetzt von Swetlana Geier. Propyläen, Berlin u. a. 1979, ISBN 3-549-05577-3.
- «Опавшие листья» Василия Васильевича Розанова (1982)
- Основы советской цивилизации (1988)
  - Deutsch: Der Traum vom neuen Menschen oder die Sowjetzivilisation. Übersetzt von Swetlana Geier. S. Fischer, Frankfurt a. M. 1989, ISBN 3-10-074406-3.
- Иван-дурак: Очерк русской народной веры (1991)
  - Deutsch: Iwan der Dumme : vom russischen Volksglauben. Übersetzt von Swetlana Geier. S. Fischer, Frankfurt a. M. 1990, ISBN 3-10-074412-8.

Deutsche Zusammenstellungen
- Der Prozess beginnt und andere Prosa. Übersetzt von Gisela Drohla und Eduard Suslik. Fischer Bücherei #777, Frankfurt a. M. & Hamburg 1966.
- Gedanken hinter Gittern. Übersetzt von Hendrik Berinson. Zsolnay, Wien & Hamburg 1968.

Werkausgabe:
- Das Verfahren läuft : Die Werke des Abram Terz bis 1965. S. Fischer Verlag, Frankfurt am Main 2002, ISBN 3-10-074113-7.
- Eine Stimme im Chor : Die Werke des Abraham Terz, Band 2. Übersetzt von Swetlana Geier. Herausgegeben und mit einem Nachwort versehen von Taja Gut. S. Fischer Verlag, Frankfurt a. M. 2009, ISBN 978-3-10-074436-4.